# Eletrônica analógica

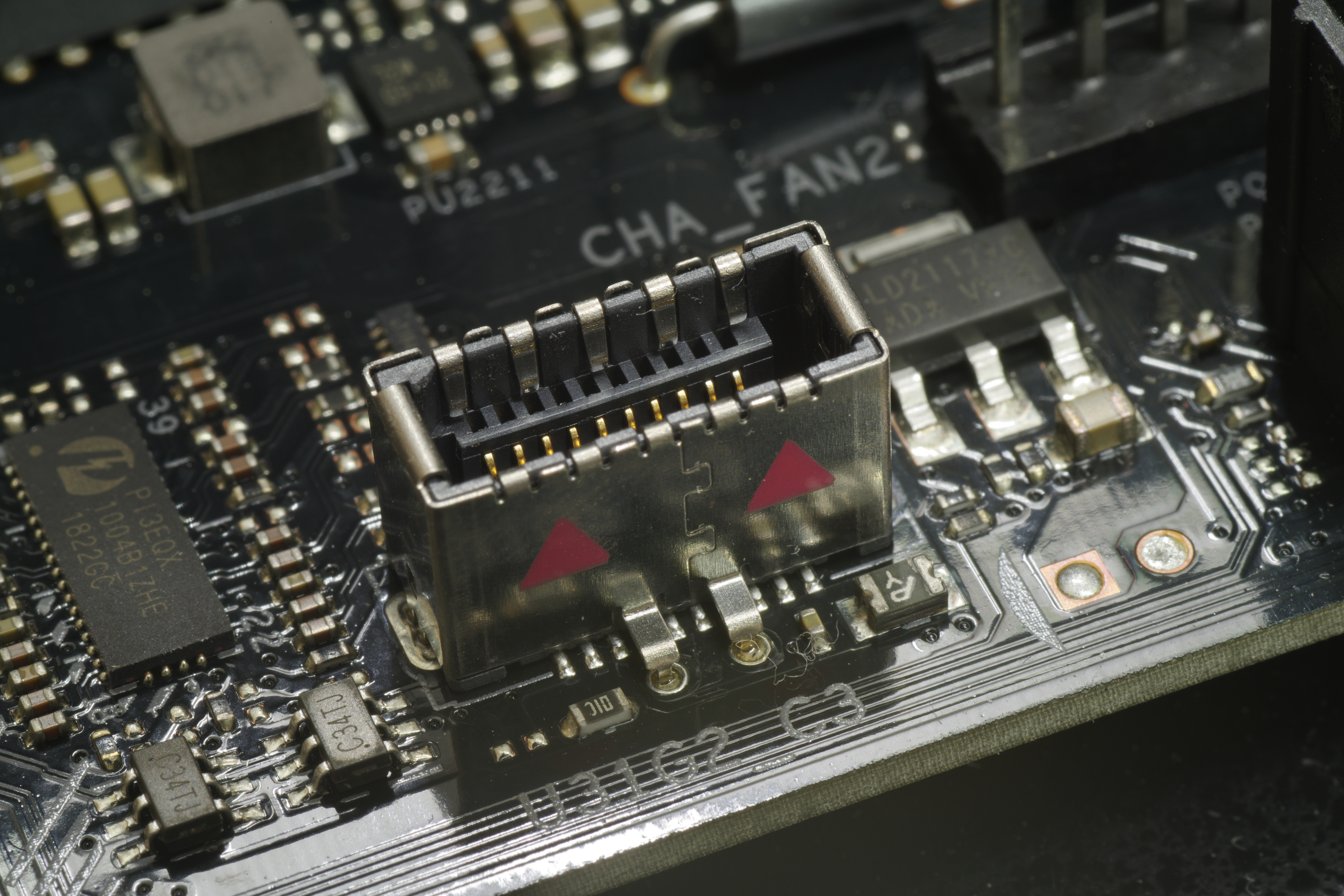
Placa eletrônica e componentes

A eletrônica analógica é o ramo da Eletrônica que estuda o desempenho de componentes eletrônicos e circuitos analógicos como: resistores, capacitores, indutores, transformadores, conectores, fios e cabos, e placas de circuitos impresso.
Trata-se também do estudo do comportamento de sinais elétricos tais como radiofrequência (sinal AM e FM), Bluetooth, Wireless, etc. O estudo da eletrônica analógica surgiu com a necessidade de controlar certas grandezas para que possam ser utilizadas ou convertidas em valores reais.

## História
Os primeiros passos de eletrônica ocorreram em 1837 com a criação do telégrafo por Samuel Morse nos EUA. Em 1879, durante a realização de seus experimentos, Thomas Edison cria a primeira lâmpada incandescente da história. Mais tarde, John Ambrose Fleming criou um dispositivo que consistia em envolver o filamento de uma lâmpada elétrica por uma placa cilíndrica, que denominou válvula termiônica (ou diodo, como ficou conhecida mais tarde). Nos anos 1920 surgiu a Tiratron (válvula a gás). No final da década de 1930 começaram a surgir as válvulas mais modernas, como: válvulas de feixe dirigido, tubo de raios catódicos, tubo de sintonia, válvulas metálicas e válvulas miniaturas.Como consequência surgiram também os diodos de cristal dopado, o que posteriormente deu origem ao transístor na década de 1950.
- Samuel Morse
- Thomas Edison e a primeira lâmpada.
- John Ambrose Fleming

## Aplicações
A eletrônica analógica constitui a base de áreas como telecomunicações, eletrônica de potência, controle eletrônico, eletrônica digital, microeletrônica, entre outras. Os principais circuitos criados e estudados com a são: retificadores controlados e não controlados (Meia onda, onda completa e ponte), circuitos polarizadores, limitadores e reguladores de tensão, circuitos amplificadores, temporizadores e osciladores, sensores e acopladores.

### Retificadores

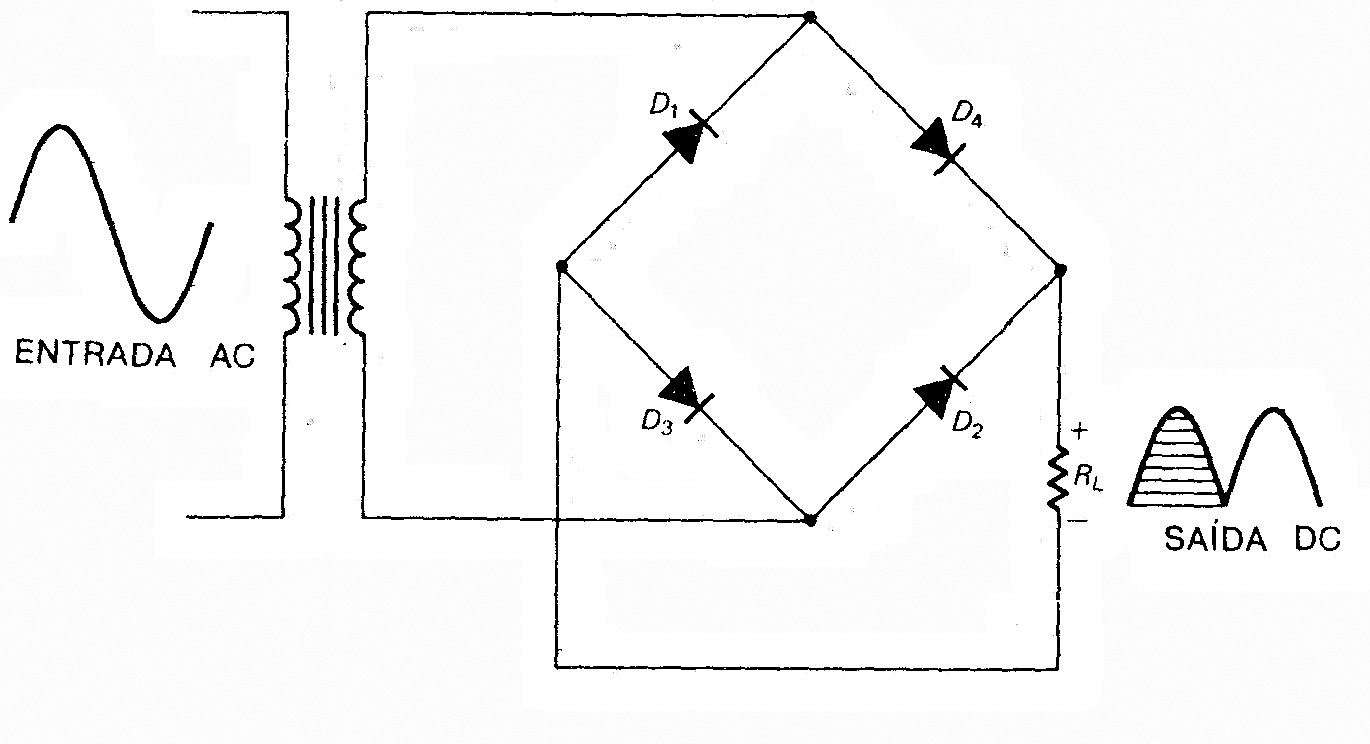
Circuito Retificador

Um circuito retificador, é um dispositivo projetado para converter corrente alternada em corrente continua, que permite um fluxo constante, geralmente uma onda senoidal, o que mostra que sua complexidade e função devem ser compreendidas. São utilizados em processos de dispositivos semicondutores, como diodos e tiristores.

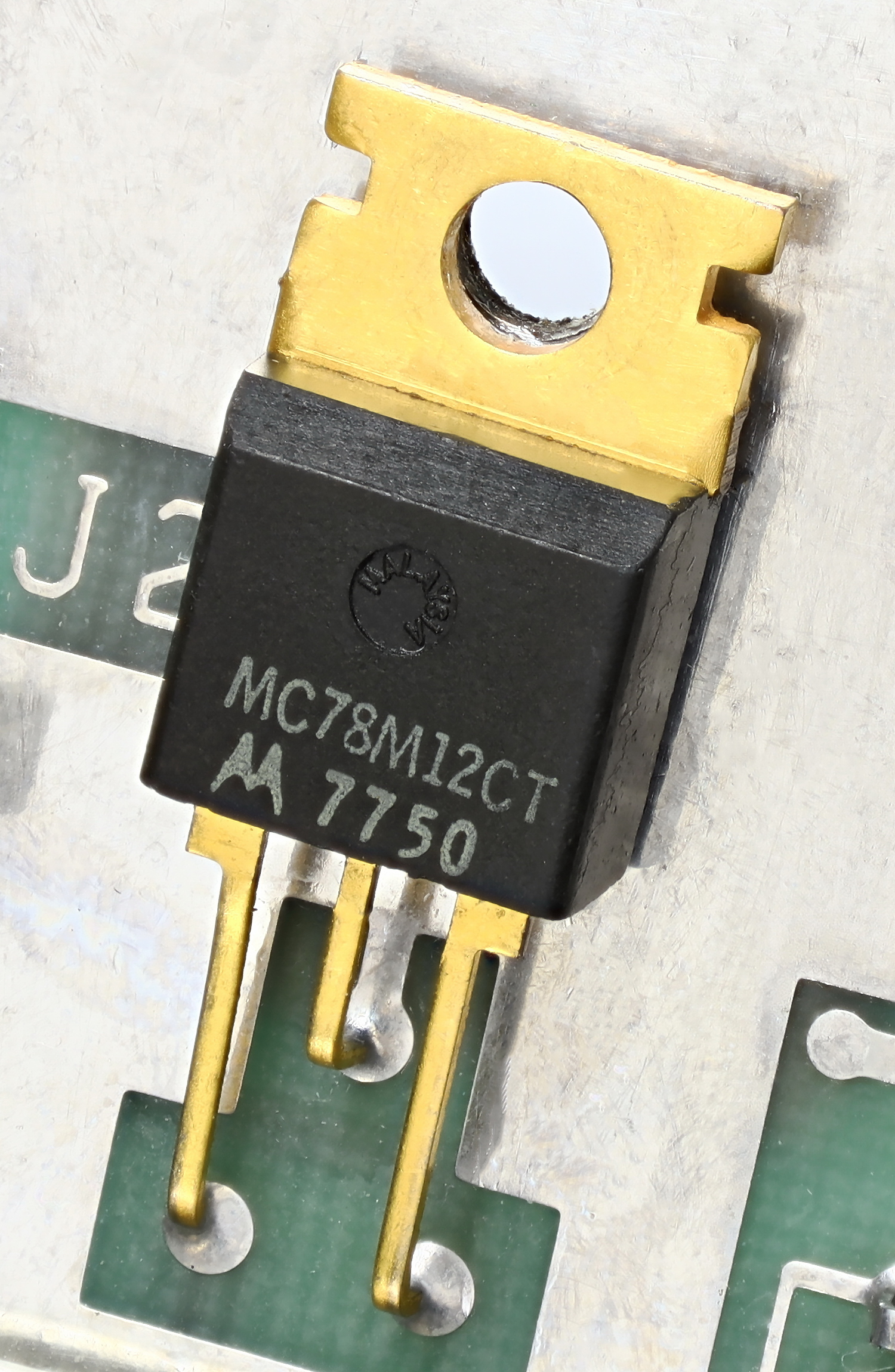
Regulador de tensão

### Polarizadores, Limitadores e Reguladores de tensão
Na eletrônica, os polarizadores desempenham um papel vital ao controlar a polarização de sinais em dispositivos ópticos ou circuitos que envolvem ondas eletromagnéticas. Esses componentes são essenciais para direcionar e gerenciar a orientação específica da luz ou das ondas, sendo comuns em aplicações como fotografia, displays LCD e comunicações ópticas.
Já os reguladores de tensão são fundamentais na manutenção da estabilidade em circuitos eletrônicos, assegurando uma tensão constante em pontos específicos. Projetados para garantir uma alimentação elétrica consistente, esses componentes desempenham um papel crucial em uma variedade de dispositivos, desde fontes de alimentação para eletrônicos até sistemas de controle, contribuindo para o funcionamento eficiente e confiável de diferentes aplicações eletrônicas. 
O limitador de tensão são circuitos que usam diodos (mais comumente o diodo Zener) para proteger a carga de excessos de tensão.

### Amplificadores Operacionais

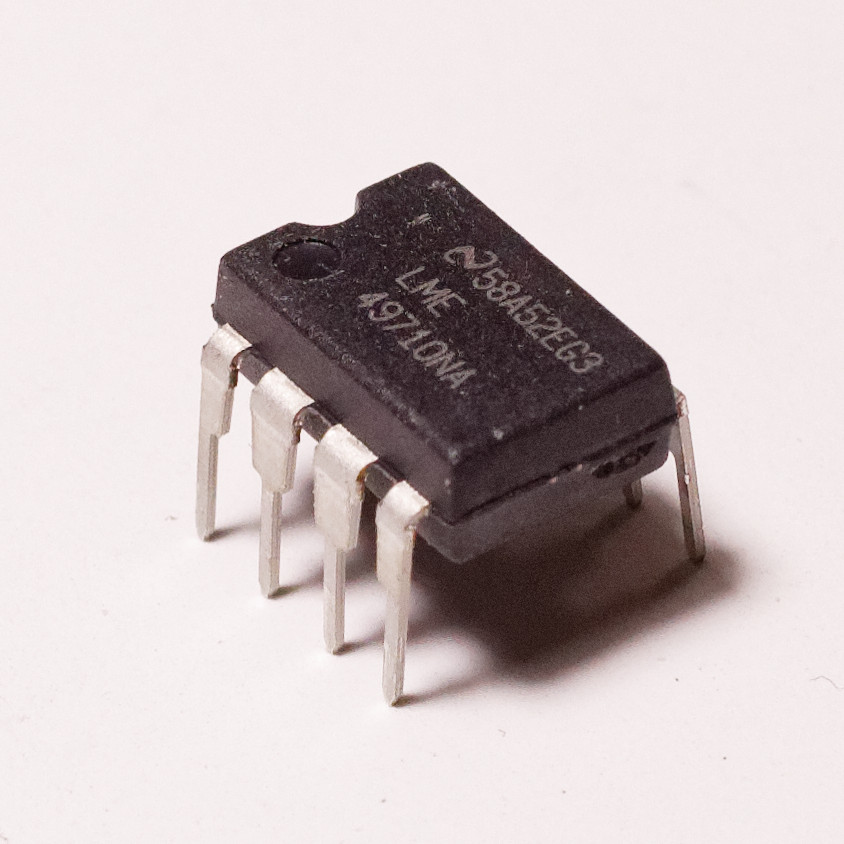
Amplificador

Amplificador operacional

Um amplificador operacional é um amplificador com impedância de entrada muito alta (de preferência infinita), impedância de saída muito baixa (de preferência zero) e ganho muito alto. As aplicações mais comuns de amplificadores operacionais são amplificadores não inversores, seguidores de unidade, somadores, integradores e diferenciadores.

### Osciladores e Temporizadores
Osciladores são circuitos necessários para uma variedade de aplicações. Constantemente que precisamos de um sinal de determinada frequência em forma de onda, seja para um simples injetor de sinais, uma sirene ou para um rádio transmissor, o sistema é sempre o mesmo: o circuito oscilador.
Os temporizadores são amplamente usados na eletrônica para controlar por quanto tempo um sistema pode funcionar, são construídos com base em periféricos, timer que vêm dentro dos microcontroladores.

### Sensores

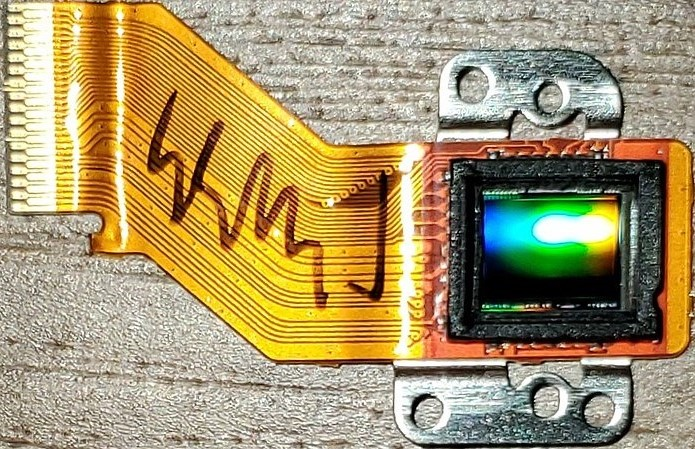
Sensor

Um sensor é um dispositivo eletrônico com a capacidade de detectar estímulos e responder eficazmente a eles. Existem vários tipos de sensores que respondem a diferentes estímulos como calor, pressão, movimento, luz, etc. Após um sensor ser estimulado, sua função é emitir um sinal que pode ser convertido e interpretado por outro dispositivo.

### Acopladores

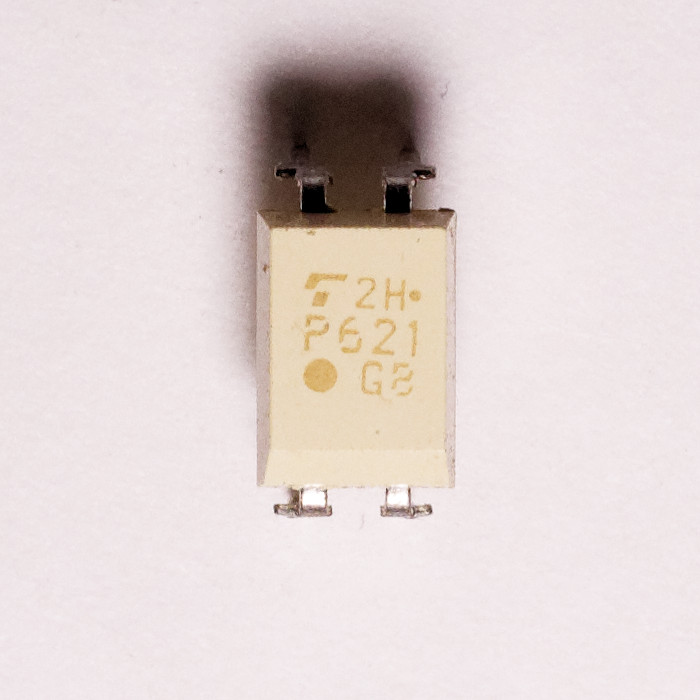
Acoplador Óptico

Este circuito é usado para separar o circuito de potência e o circuito de controle. CI’s de acoplador óptico são normalmente usados para transferir corrente elétrica de um ponto a outro sem usar condutores elétricos. Consiste basicamente em um diodo emissor de infravermelho e um sensor de luz (LDR, fotodiodo, fotoSCR, fotoTRIAC, fototransistor, foto Darlington).

### Capacitores

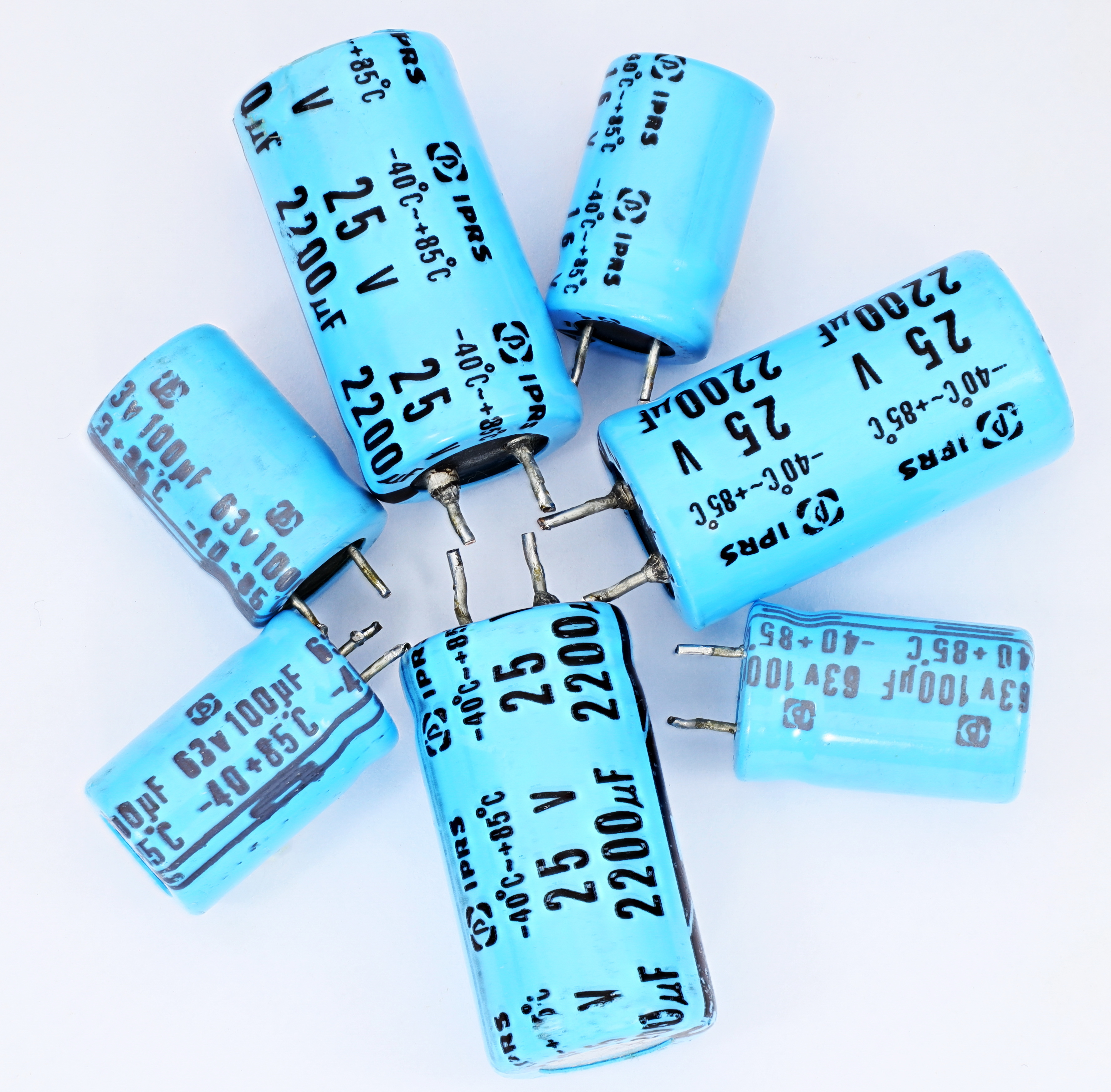
Capacitores

A principal função de um capacitor é armazenar carga elétrica em seu interior e quando descarrega, pode transmitir uma grande quantidade de carga ao circuito. No processo de armazenamento de carga, o tempo de espera até que esteja totalmente carregada é curto, portanto, capacitores e temporizadores podem ser usados. Quando ocorre uma descarga, esse processo geralmente ocorre rapidamente, sendo outro uso potencial para capacitores, dispositivos eletrônicos que requerem grandes quantidades de corrente. Não só pode converter AC em DC, mas é uma configuração usada em eletrodomésticos.
A fabricação de um capacitor requer apenas duas placas condutoras paralelas (armaduras), que podem ou não estar em um meio com alta constante dielétrica. Portanto, temos muitos tipos diferentes de capacitores, todos com formatos e dielétricos diferentes. O ambiente colocado entre as placas de um capacitor também afeta diretamente sua capacidade de armazenar carga. Por exemplo, um ambiente de alta resistência (alta constante eletrostática) é melhor para implementar capacitores.

### Tiristores

Tiristor simbologia

Este é um dispositivo semicondutor que tem aplicações na regulação CA de cargas indutivas resistivas, como motores, solenoides e elementos de aquecimento. É composto por quatro camadas (PNPN) e pode ter dois, três ou quatro terminais. Dentre os diversos componentes, os principais são SCR, DIAC, TRIAC, PUT e SCS.
Um tiristor pode ser considerado uma chave unidirecional, que pode substituir com vantagens, contatores e relés de grande capacidade.

### Diodos

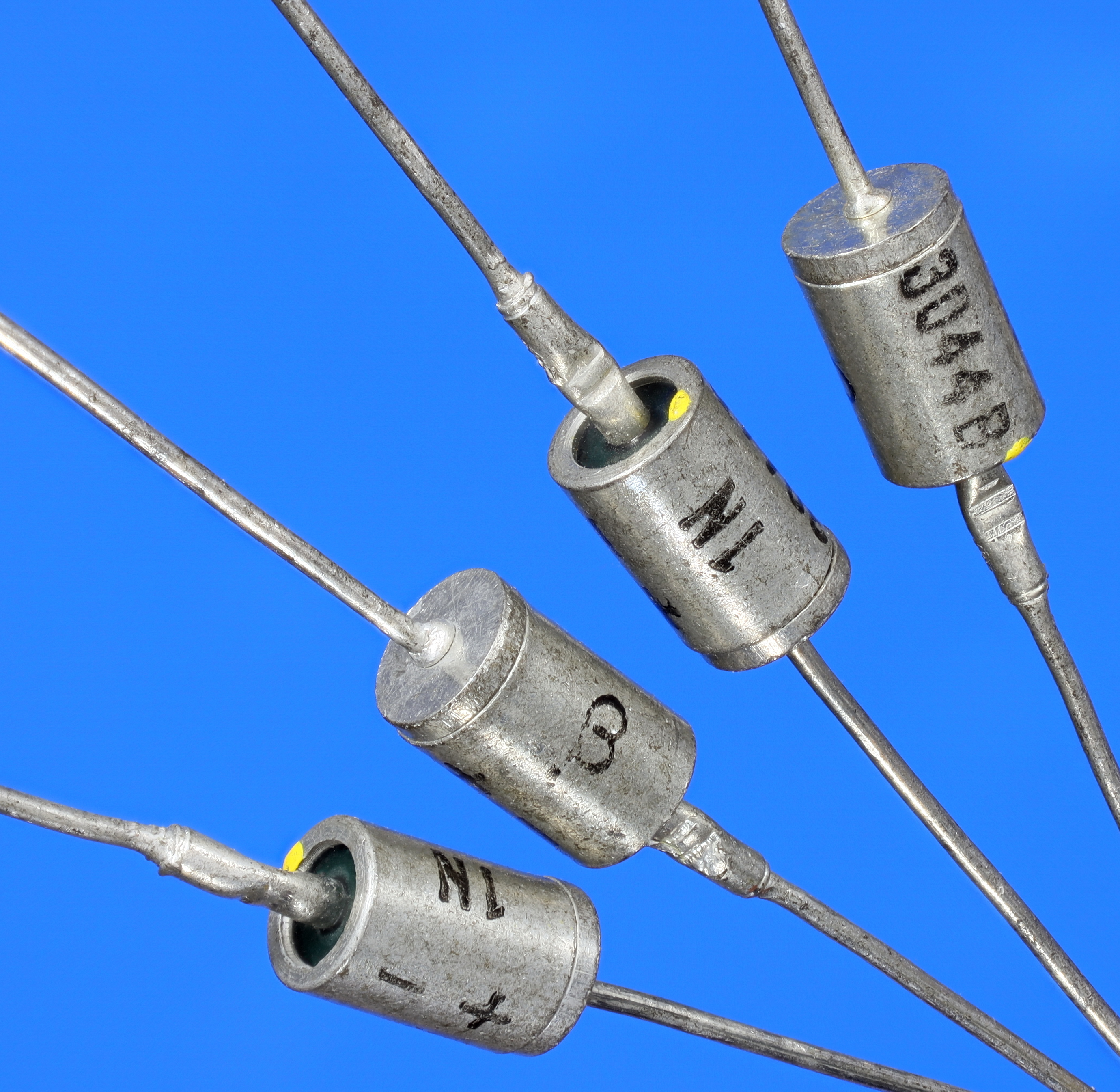
Diodos

Um diodo semicondutor é um componente eletrônico feito para permitir que a corrente flua em apenas uma direção. Portanto, se estiver na direção oposta, bloqueia o fluxo de corrente.
Este é um exemplo muito comum que sempre utilizamos para podermos entender de forma simples como funciona um diodo. Pense nisso como se fosse uma válvula que só permite o fluxo em uma direção e bloqueia a outra. Dependendo da polaridade.
Uma de suas funções é converter corrente alternada em corrente contínua, por isso você encontra diodos em carregadores de bateria de celulares, multímetros, placas que são microcontroladores e uma variedade de projetos eletrônicos.